# رولا (عارضة أزياء)
رولا (باليابانية: ローラ وتلفظ Rōra) هي عارضة أزياء وشخصية تلفازية مشهورة. وهي لأب بنغالي الأصل وأم يابانية روسية الأصل من مواليد 30 مارس 1990. 

## حياتها الشخصية
ولدت رولا في طوكيو في اليابان وتربت في بنغلادش حتى وصلت إلى سن التاسعة اسمها الحقيقي شارس

حيث ارتادة المدارس الأمريكية هناك.

## حياتها الفنية

### السينما
يذكر ان رولا سوف تقوم بالتمثيل في السينما العالمية وقم تم ترشيحها للقيام بدور كوبانت في الإصدار الجديد من سلسلة أفلام ريزدنت إيفل والذي هو بعنوان ريزدنت إيفل: ذي فاينال شابتر

### تويتر
انضمت رولا إلى شبكة التواصل الاجتماعي تويتر في 29 فبراير عام 2012 وبعد ثلاثة أيام وصل عدد متابعيها حاجز 190 الف متابع. وبعد اسبوعين وصل الرقم إلى 430 الف متابع وهي  أكبر عدد عدد من المتابعين بالنسبة لعارضات الازياء اليابانيات.

## الجوائز

### 2012
- الجائزة اليابانية أفضل عارضة جينز في دورتها التاسعة عشر[15]
- الجائزة اليابانية ملكة الاضافر في دورتها السابعة عشر[16]

### 2013
- جائزة The Best of Beauty العاشرة[17][18]
- الجائزة اليابانية افضل عارضة جينز في دورتها الثلاثين[19]

### 2014
- الجائزة اليابانية افضل عارضة جينز في دورتها الواحدة والثلاثين[20]
- الجائزة اليابانية ملكة الاضافر في دورتها التاسعة عشر[21]

## روابط خارجية
- رولا على موقع IMDb (الإنجليزية)
- رولا على موقع ميوزك برينز (الإنجليزية)
- رولا على موقع قاعدة بيانات الفيلم (الإنجليزية)

- المدونة الرسمية (باليابانية)
- صفحة شخصية، Libera-japan.com (باليابانية)
- رولا على IMDb